# Vojislav Koštunica
Vojislav Koštunica (sârbă Војислав Коштуница) pronunțieⓘ) (pronunție în limba română: Voislav Koștunița), (nn. 24 martie 1944, Belgrad, Teritoriul Comandantului Militar în Serbia) este fostul  prim-ministru al  Serbiei și președintele Partidului Democrat din Serbia (DDS).
De asemenea, a fost ultimul președinte al  Republicii Federale Iugoslavia, succesor al lui Slobodan Milošević.
Datorită problemelor cu care se confruntă guvernul, datorate în special autoproclamării Kosovo ca stat independent, la 17 februarie 2008, Koštunica este nevoit să anunțe demisia guvernului său (8 martie 2008).